# Frankrijk op de Olympische Winterspelen 1992
Tijdens de Olympische Winterspelen van 1992, die in Albertville werden gehouden, nam het gastland, Frankrijk, voor de zestiende keer deel.

## Medailleoverzicht
| Sport              | Olympiër                                      | Discipline             | Medaille |
| ------------------ | --------------------------------------------- | ---------------------- | -------- |
| Biatlon            | Corinne Niogret Véronique Claudel Anne Briand | 3x7,5 km estafette (v) | Goud     |
| Freestyleskiën     | Edgar Grospiron                               | moguls (m)             | Goud     |
| Noordse combinatie | Fabrice Guy                                   | individueel (m)        | Goud     |
| Alpineskiën        | Franck Piccard                                | afdaling (m)           | Zilver   |
| Alpineskiën        | Carole Merle                                  | super g (v)            | Zilver   |
| Freestyleskiën     | Olivier Allamand                              | moguls (m)             | Zilver   |
| Kunstrijden        | Isabelle Duchesnay Paul Duchesnay             | ijsdansen              | Zilver   |
| Noordse combinatie | Sylvain Guillaume                             | individueel (m)        | Zilver   |
| Alpineskiën        | Florence Masnada                              | combinatie (v)         | Brons    |

## Deelnemers en resultaten

### Alpineskiën
| Olympiër            | Discipline       | Resultaat | Prestatie                                                                              |
| ------------------- | ---------------- | --------- | -------------------------------------------------------------------------------------- |
| Luc Alphand         | afdaling (m)     | 12e       | 1.52,34 (+1,97)                                                                        |
| Luc Alphand         | super g (m)      | 16e       | 1.15,39 (+2,35)                                                                        |
| Patrice Bianchi     | slalom (m)       | dnf-1     | opgave run 1                                                                           |
| Jean-Luc Crétier    | super g (m)      | 24e       | 1.16,36 (+3,32)                                                                        |
| Jean-Luc Crétier    | combinatie (m)   | 4e        | 18,97 p. (+4,39) afdaling: 13,05 p. (1.46,25) slalom: 5,92 p. (1.42,09: 49,67+52,42)   |
| Adrien Duvillard    | afdaling (m)     | dnf       | opgave                                                                                 |
| Adrien Duvillard    | combinatie (m)   | dq-a      | diskwalificatie afdaling                                                               |
| Stéphane Exartier   | reuzenslalom (m) | 13e       | 2.10,67 (+3,69) 1.06,87+1.03,80                                                        |
| Stéphane Exartier   | slalom (m)       | 30e       | 1.53,90 (+9,51) 58,31+55,59                                                            |
| Alain Feutrier      | reuzenslalom (m) | 19e       | 2.12,00 (+5,02) 1.07,11+1.04,89                                                        |
| Alain Feutrier      | slalom (m)       | dnf-2     | opgave run 2 54,50+dnf                                                                 |
| Franck Piccard      | afdaling (m)     | Zilver    | 1.50,42 (+0,05)                                                                        |
| Franck Piccard      | super g (m)      | dnf       | opgave                                                                                 |
| Franck Piccard      | reuzenslalom (m) | 18e       | 2.11,93 (+4,95) 1.07,14+1.04,79                                                        |
| Denis Rey           | afdaling (m)     | 27e       | 1.54,28 (+3,91)                                                                        |
| Denis Rey           | combinatie (m)   | dq-a      | diskwalificatie afdaling                                                               |
| Armand Schiele      | super g (m)      | dnf       | opgave                                                                                 |
| François Simond     | slalom (m)       | 12e       | 1.47,49 (+3,10) 53,88+53,61                                                            |
|                     |                  |           |                                                                                        |
| Régine Cavagnoud    | afdaling (v)     | 17e       | 1.54,94 (+2,39)                                                                        |
| Régine Cavagnoud    | super g (v)      | 26e       | 1.26,69 (+5,47)                                                                        |
| Régine Cavagnoud    | combinatie (v)   | 10e       | 51,13 p. (+48,58) afdaling: 28,92 p. (1.28,16) slalom: 22,21 p. (1.11,99: 35,96+36,03) |
| Patricia Chauvet    | slalom (v)       | 6e        | 1.33,72 (+1,04) 48,98+44,74                                                            |
| Cathy Chedal        | afdaling (v)     | 22e       | 1.55,91 (+3,36)                                                                        |
| Cathy Chedal        | super g (v)      | 22e       | 1.25,66 (+4,44)                                                                        |
| Cathy Chedal        | reuzenslalom (v) | dq-1      | diskwalificatie run 1                                                                  |
| Béatrice Filliol    | slalom (v)       | dnf-1     | opgave run 1                                                                           |
| Béatrice Filliol    | combinatie (v)   | dnf-s2    | opgave slalom run 2 afdaling: 1.30,03                                                  |
| Marie-Pierre Gatel  | afdaling (v)     | 23e       | 1.56,25 (+3,70)                                                                        |
| Christelle Guignard | reuzenslalom (v) | dnf-2     | opgave run 2 1.08,08+dnf                                                               |
| Christelle Guignard | slalom (v)       | 14e       | 1.36,31 (+3,63) 50,20+46,11                                                            |
| Sophie Lefranc      | reuzenslalom (v) | 19e       | 2.18,67 (+5,93) 1.09,54+1.09,13                                                        |
| Florence Masnada    | super g (v)      | 19e       | 1.25,42 (+4,20)                                                                        |
| Florence Masnada    | slalom (v)       | dnf-1     | opgave run 1                                                                           |
| Florence Masnada    | combinatie (v)   | Brons     | 21,38 p. (+18,83) afdaling: 15,46 p. (1.27,08) slalom: 5,92 p. (1.10,01: 35,19+34,82)  |
| Carole Merle        | afdaling (v)     | 13e       | 1.54,73 (+2,18)                                                                        |
| Carole Merle        | super g (v)      | Zilver    | 1.22,63 (+1,41)                                                                        |
| Carole Merle        | reuzenslalom (v) | 6e        | 2.14,24 (+1,50) 1.06,67+1.07,57                                                        |

### Biatlon
| Olympiër                                                         | Discipline             | Resultaat | Prestatie |
| ---------------------------------------------------------------- | ---------------------- | --------- | --- |
| Patrice Bailly-Salins                                            | 10 km (m)              | 30e       | 27.49,7 (+1.47,4) pen.: 3 (0 + 3)                                                                                           |
| Patrice Bailly-Salins                                            | 20 km (m)              | 22e       | 1:00.28,3 (+3.53,9) pen.: 4 (0 + 2 + 0 + 2)                                                                                 |
| Xavier Blond                                                     | 10 km (m)              | 45e       | 28.32,8 (+2.30,5) pen.: 3 (1 + 2)                                                                                           |
| Christian Dumont                                                 | 10 km (m)              | 42e       | 28.30,7 (+2.28,4) pen.: 4 (3 + 1)                                                                                           |
| Christian Dumont                                                 | 20 km (m)              | 13e       | 59.27,0 (+1.52,6) pen.: 2 (1 + 1 + 0 + 0)                                                                                   |
| Hervé Flandin                                                    | 10 km (m)              | 10e       | 26.56,6 (+54,3) pen.: 1 (0 + 1)                                                                                             |
| Thierry Gerbier                                                  | 20 km (m)              | 39e       | 1:02.24,8 (+5.50,4) pen.: 2 (0 + 0 + 1 + 1)                                                                                 |
| Lionel Laurent                                                   | 20 km (m)              | 47e       | 1:03.10,6 (+6.36,2) pen.: 4 (0 + 1 + 1 + 2)                                                                                 |
| Team Xavier Blond Thierry Gerbier Christian Dumont Hervé Flandin | 4x7,5 km estafette (m) | 6e        | 1:27.13,3 (+2.29,8) pen.: 0 23.07,6 pen.: 0 (0 + 0) 21.26,4 pen.: 0 (0 + 0) 21.41,1 pen.: 0 (0 + 0) 20.58,2 pen.: 0 (0 + 0) |
|                                                                  |                        |           | |
| Anne Briand                                                      | 7,5 km (v)             | 7e        | 25.29,8 (+1.00,6) pen.: 2 (0 + 2)                                                                                           |
| Anne Briand                                                      | 15 km (v)              | 19e       | 56.05,1 (+4.17,9) pen.: 7 (2 + 2 + 0 + 3)                                                                                   |
| Véronique Claudel                                                | 7,5 km (v)             | 24e       | 27.04,5 (+2.35,3) pen.: 4 (1 + 3)                                                                                           |
| Véronique Claudel                                                | 15 km (v)              | 4e        | 52.21,2 (+34,0) pen.: 2 (0 + 1 + 0 + 1)                                                                                     |
| Delphine Burlet                                                  | 7,5 km (v)             | 9e        | 25.50,5 (+1.21,3) pen.: 4 (2 + 2)                                                                                           |
| Delphine Burlet                                                  | 15 km (v)              | 6e        | 53.00,8 (+1.13,6) pen.: 3 (1 + 0 + 0 + 2)                                                                                   |
| Corinne Niogret                                                  | 7,5 km (v)             | 17e       | 26.32,3 (+2.03,1) pen.: 3 (1 + 2)                                                                                           |
| Corinne Niogret                                                  | 15 km (v)              | 7e        | 53.06,6 (+1.19,4) pen.: 2 (1 + 0 + 0 + 1)                                                                                   |
| Team Corinne Niogret Véronique Claudel Anne Briand               | 3x7,5 km estafette (v) | Goud      | 1:15.55,6 pen.: 0 25.54,7 pen.: 0 (0 + 0) 25.30,7 pen.: 0 (0 + 0) 24.30,2 pen.: 0 (0 + 0)                                   |

### Bobsleeën
| Olympiër (deelname)                                                  | Discipline                 | Resultaat | Prestatie                                               |
| -------------------------------------------------------------------- | -------------------------- | --------- | ------------------------------------------------------- |
| Christophe Flacher Claude Dasse                                      | 2-mansbob (m) Frankrijk I  | 14e       | 4.05,56 (+2,30) (1.01,13 / 1.01,52 / 1.01,47 / 1.01,44) |
| Gabriel Fourmigue Philippe Tanchon                                   | 2-mansbob (m) Frankrijk II | 17e       | 4.06,38 (+3,12) (1.01,19 / 1.01,72 / 1.01,77 / 1.01,70) |
| Christophe Flacher Claude Dasse Thierry Tribondeau Gabriel Fourmigue | 4-mansbob (m) Frankrijk I  | 8e        | 3.54,91 (+1,01) (58,45 / 58,79 / 58,78 / 58,89)         |
| Bruno Mingeon Stéphane Poirot Didier Stil Dominique Klinnik          | 4-mansbob (m) Frankrijk II | 18e       | 3.57,41 (+3,51) (59,03 / 59,33 / 59,52 / 59,53)         |

### Freestyleskiën
| Olympiër (deelname) | Discipline | Resultaat | Prestatie                         |
| ------------------- | ---------- | --------- | --------------------------------- |
| Edgar Grospiron     | moguls (m) | Goud      | 25,81 p. (kwalificatie: 25,23 p.) |
| Olivier Allamand    | moguls (m) | Zilver    | 24,87 p. (kwalificatie: 24,96 p.) |
| Éric Berthon        | moguls (m) | 4e        | 24,79 p. (kwalificatie: 23,41 p.) |
| Youri Gilg          | moguls (m) | 9e        | 22,85 p. (kwalificatie: 23,63 p.) |
| Raphaëlle Monod     | moguls (v) | 8e        | 15,57 p. (kwalificatie: 24,09 p.) |
| Candice Gilg        | moguls (v) | 24e       | dnq (kwalificatie: 8,74 p.)       |

### Kunstrijden
| Olympiër (deelname)               | Discipline | Resultaat | Prestatie                                             |
| --------------------------------- | ---------- | --------- | ----------------------------------------------------- |
| Nicolas Petorin                   | mannen     | 14e       | 21,0 p. (korte kür: 14 - lange kür: 14)               |
| Éric Millot                       | mannen     | 15e       | 21,5 p. (korte kür: 17 - lange kür: 13)               |
| Surya Bonaly                      | vrouwen    | 5e        | 7,5 p. (korte kür: 3 - lange kür: 6)                  |
| Laetitia Hubert                   | vrouwen    | 12e       | 17,5 p. (korte kür: 5 - lange kür: 15)                |
| Lyne Haddad Sylvain Prive         | paarrijden | 16e       | 24,0 p. (korte kür: 16 - lange kür: 16)               |
| Isabelle Duchesnay Paul Duchesnay | ijsdansen  | Zilver    | 4,4 p. (verpl.1: 3 - verpl.2: 3 - org.: 2 - vrij: 2)  |
| Dominique Yvon Frédéric Palluél   | ijsdansen  | 8e        | 16,6 p. (verpl.1: 8 - verpl.2: 8 - org.: 9 - vrij: 8) |
| Sophie Moniotte Pascal Lavanchy   | ijsdansen  | 9e        | 17,4 p. (verpl.1: 9 - verpl.2: 9 - org.: 8 - vrij: 9) |

### Langlaufen
| Olympiër                                                                      | Discipline                    | Resultaat | Prestatie                                           |
| ----------------------------------------------------------------------------- | ----------------------------- | --------- | --------------------------------------------------- |
| Stéphane Azambre                                                              | 10 km klassiek (m)            | 43e       | 31.22,2 (+3.46,2)                                   |
| Stéphane Azambre                                                              | 50 km vrije stijl (m)         | 26e       | 2:13.49,8 (+10.08,3)                                |
| Stéphane Azambre                                                              | achtervolging 10 km+15 km (m) | 38e       | +5.25,0 (10 km:31.22 + 15 km:39.40,9)               |
| Guy Balland                                                                   | 30 km klassiek (m)            | 37e       | 1:30.19,6 (+7.51,8)                                 |
| Guy Balland                                                                   | 50 km vrije stijl (m)         | 14e       | 2:10.40,8 (+6.59,3)                                 |
| Hervé Balland                                                                 | 50 km vrije stijl (m)         | 5e        | 2:07.17,7 (+3.36,2)                                 |
| Patrick Remy                                                                  | 10 km klassiek (m)            | 36e       | 30.45,1 (+3.09,1)                                   |
| Patrick Remy                                                                  | 30 km klassiek (m)            | 23e       | 1:27.54,0 (+5.26,2)                                 |
| Patrick Remy                                                                  | achtervolging 10 km+15 km (m) | 22e       | +4.06,6 (10 km:30.45 + 15 km:38.59,5)               |
| Philippe Sanchez                                                              | 10 km klassiek (m)            | 51e       | 31.42,3 (+4.06,3)                                   |
| Philippe Sanchez                                                              | achtervolging 10 km+15 km (m) | 30e       | +4.32,4 (10 km:31.42 + 15 km:38.28,3)               |
| Cédric Vallet                                                                 | 10 km klassiek (m)            | 79e       | 34.35,1 (+6.59,1)                                   |
| Cédric Vallet                                                                 | achtervolging 10 km+15 km (m) | 68e       | +10.08,3 (10 km:34.35 + 15 km:41.11,2)              |
| Team Patrick Remy Philippe Sanchez Stéphane Azambre Hervé Balland             | 4x10 km estafette (m)         | 8e        | 1:44.51,1 (+5.25,1) 26.39,0 26.35,6 26.15,2 25.21,3 |
|                                                                               |                               |           |                                                     |
| Sylvie Giry-Rousset                                                           | 5 km klassiek (v)             | 45e       | 16.06,6 (+1.52,8)                                   |
| Sylvie Giry-Rousset                                                           | 15 km klassiek (v)            | 28e       | 46.48,5 (+4.27,7)                                   |
| Sylvie Giry-Rousset                                                           | 30 km vrije stijl (v)         | 39e       | 1:35.08,4 (+12.38,3)                                |
| Sylvie Giry-Rousset                                                           | achtervolging 5 km+10 km (v)  | 32e       | +3.52,6 (5 km:16.06 + 10 km:27.54,3)                |
| Marie-Pierre Guilbaud                                                         | 5 km klassiek (v)             | 37e       | 15.53,6 (+1.39,8)                                   |
| Marie-Pierre Guilbaud                                                         | 30 km vrije stijl (v)         | dnf       | opgave                                              |
| Marie-Pierre Guilbaud                                                         | achtervolging 5 km+10 km (v)  | 46e       | +5.47,6 (5 km:15.53 + 10 km:30.02,3)                |
| Isabelle Mancini                                                              | 5 km klassiek (v)             | 22e       | 15.12,1 (+58,3)                                     |
| Isabelle Mancini                                                              | 30 km vrije stijl (v)         | 21e       | 1:31.03,3 (+8.33,2)                                 |
| Isabelle Mancini                                                              | achtervolging 5 km+10 km (v)  | 9e        | +1.45,6 (5 km:15.12 + 10 km:26.41,3)                |
| Carole Stanisière                                                             | 15 km klassiek (v)            | 32e       | 47.20,1 (+4.59,3)                                   |
| Sophie Villeneuve                                                             | 5 km klassiek (v)             | 49e       | 16.15,0 (+2.01,2)                                   |
| Sophie Villeneuve                                                             | 30 km vrije stijl (v)         | 18e       | 1:30.14,5 (+7.44,4)                                 |
| Sophie Villeneuve                                                             | achtervolging 5 km+10 km (v)  | 31e       | +3.34,8 (5 km:16.15 + 10 km:27.27,5)                |
| Team Carole Stanisière Sylvie Giry-Rousset Sophie Villeneuve Isabelle Mancini | 4x5 km estafette (v)          | 5e        | 1:01.30,7 (+1.55,9) 16.02,5 15.41,0 15.22,0 14.25,2 |

### Noordse combinatie
| Olympiër                                            | Discipline      | Resultaat | Prestatie |
| --------------------------------------------------- | --------------- | --------- | --- |
| Fabrice Guy                                         | individueel (m) | Goud      | — — schans: 222,1 p — 15 km: 43.45,4 |
| Sylvain Guillaume                                   | individueel (m) | Zilver    | +48,4 — schans: 208,1 p — 15 km: 43.00,5 |
| Xavier Girard                                       | individueel (m) | 13e       | +3.33,9 — schans: 199,3 p — 15 km: 44.47,3 |
| Francis Reppelin                                    | individueel (m) | 27e       | +6.00,3 — schans: 201,9 p — 15 km: 47.31,0 |
| Team Francis Reppelin Sylvain Guillaume Fabrice Guy | team (m)        | 4e        | +2.15,5 — schans: 578,4 p — 30 km: 1:20.19,0 schans: 177,2 p — 10 km: 27.27,0 schans: 191,1 p — 10 km: 26.28,8 schans: 210,1 p — 10 km: 26.23,2 |

### Rodelen
| Olympiër                     | Discipline | Resultaat | Prestatie                                              |
| ---------------------------- | ---------- | --------- | ------------------------------------------------------ |
| Olivier Fraise               | mannen     | 22e       | 3.07,360 (+4,997) (46,287 / 47,278 / 46,981 / 46,814)  |
| Yves Boyer                   | mannen     | 28e       | 3.09,830 (+7,467) (47,378 / 46,917 / 47,891 / 47,644)  |
| Frédéric Bertrand            | mannen     | 32e       | 3.12,956 (+10,593) (47,663 / 47,800 / 48,443 / 49,050) |
| Yves Boyer Frédéric Bertrand | dubbel     | 19e       | 1.36,907 (+4,854) (48,847 / 48,060)                    |

### Schaatsen
| Olympiër          | Discipline | Resultaat | Prestatie        |
| ----------------- | ---------- | --------- | ---------------- |
| Thierry Lamberton | 1000 m (m) | 44e       | 1.31,64 (+16,79) |
| Thierry Lamberton | 1500 m (m) | 41e       | 2.04,04 (+9,23)  |
| Thierry Lamberton | 5000 m (m) | 35e       | 7.35,51 (+35,54) |

### Schansspringen
| Olympiër                                                       | Discipline                     | Resultaat | Prestatie |
| -------------------------------------------------------------- | ------------------------------ | --------- | --- |
| Steve Delaup                                                   | normale schans individueel (m) | 32e       | 186,8 punten 92,1 p. (78,5 m) + 94,7 p. (79,5 m) |
| Steve Delaup                                                   | grote schans individueel (m)   | 6e        | 185,6 punten 92,9 p. (106,0 m) + 92,7 p. (105,5 m) |
| Jérôme Gay                                                     | normale schans individueel (m) | 43e       | 180,9 punten 88,7 p. (79,5 m) + 92,2 p. (79,5 m) |
| Jérôme Gay                                                     | grote schans individueel (m)   | 54e       | 93,5 punten 17,0 p. (70,0 m) + 76,5 p. (97,5 m) |
| Nicolas Jean-Prost                                             | normale schans individueel (m) | 19e       | 195,7 punten 97,6 p. (81,0 m) + 98,1 p. (81,0 m) |
| Nicolas Jean-Prost                                             | grote schans individueel (m)   | 51e       | 104,7 punten 69,5 p. (92,5 m) + 35,2 p. (78,0 m) |
| Didier Mollard                                                 | normale schans individueel (m) | 8e        | 209,7 punten 103,7 p. (84,5 m) + 106,0 p. (85,0 m) |
| Didier Mollard                                                 | grote schans individueel (m)   | 40e       | 132,2 punten 89,8 p. (104,5 m) + 42,4 p. (81,0 m) |
| Team Steve Delaup Nicolas Jean-Prost Didier Mollard Jérôme Gay | grote schans team (m)          | 10e       | 510,9 punten 86,9 p. (103,5 m) + 77,6 p. (99,0 m) 81,3 p. (102,0 m) + 82,4 p. (101,0 m) 87,6 p. (104,0 m) + 82,1 p. (101,5 m) 87,6 p. (104,0 m) + 84,3 p. (102,0 m) |

### Shorttrack
| Olympiër                                                         | Discipline           | Resultaat | Prestatie                                   |
| ---------------------------------------------------------------- | -------------------- | --------- | ------------------------------------------- |
| Marc Bella                                                       | 1000 m (m)           | 18e       | dnq, vr 8 (3e): 1.34,22                     |
| Marc Bella Arnaud Drouet Rémi Ingres Claude Nicouleau            | 5000 m aflossing (m) | 5e        | dnq, hf 1 (3e): 7.26,09, vr 2 (3e): 7.28,32 |
|                                                                  |                      |           |                                             |
| Karine Rubini                                                    | 500 m (v)            | 15e       | dnq, kf 1 (4e): 1.08,41, vr 6 (2e): 49,25   |
| Valérie Barizza Sandrine Daudet Murielle Leyssieux Karine Rubini | 3000 m aflossing (v) | 5e        | dnq, hf 2 (3e): 4.43,32                     |

### IJshockey
| Olympiër | Discipline | Resultaat | Prestatie |
| --- | ---------- | --------- | --- |
| Peter Almasy Michaël Babin Stéphane Barin Stéphane Botteri Philippe Bozon Arnaud Briand Yves Crettenand Jean-Marc Djian Patrick Dunn Gérald Guennelon Benoît Laporte Michel Leblanc Jean-Philippe Lemoine Pascal Margerit Denis Perez Serge Poudrier Christian Pouget Pierre Pousse Antoine Richer Bruno Saunier Christophe Ville Petri Ylönen | mannen     | 8e        | Voorronde groep B: 2- 3 Frankrijk - Canada 4- 6 Frankrijk - Tsjecho-Slowakije 4- 3 Frankrijk - Zwitserland 0- 8 Frankrijk - Gezamenlijk team 4- 2 Frankrijk - Noorwegen Kwartfinale: 1- 4 Frankrijk - Verenigde Staten Wedstrijd om 5e t/m 8e plaats: 4- 5 Frankrijk - Duitsland Wedstrijd om de 7e plaats: 1- 4 Frankrijk - Finland |

Algerije · Amerikaanse Maagdeneilanden · Andorra · Argentinië · Australië · België · Bermuda · Bolivia · Brazilië · Bulgarije · Canada · Chili · China · Chinees Taipei · Costa Rica · Cyprus · Denemarken · Duitsland · Estland · Filipijnen · Finland · Frankrijk · Gezamenlijk team · Griekenland · Groot-Brittannië · Honduras · Hongarije · Ierland · IJsland · India · Italië · Jamaica · Japan · Joegoslavië · Kroatië · Letland · Libanon · Liechtenstein · Litouwen · Luxemburg · Marokko · Mexico · Monaco · Mongolië · Nederland · Nederlandse Antillen · Nieuw-Zeeland · Noord-Korea · Noorwegen · Oostenrijk · Polen · Puerto Rico · Roemenië · San Marino · Senegal · Slovenië · Spanje · Swaziland · Tsjecho-Slowakije · Turkije · Verenigde Staten · Zuid-Korea · Zweden · Zwitserland